# Alvar Mayor
Alvar Mayor è una serie a fumetti argentina scritta da Carlos Trillo e disegnata da Enrique Breccia, pubblicata dalla Ediciones Record sulla rivista Skorpio tra il 1977 e il 1983 in 57 episodi da 12 tavole.

## Trama
Le storie sono ambientate nel Perù del XVI secolo e vedono come protagonista il meticcio Alvar Mayor di madre incas e di padre spagnolo, quest'ultimo tra i primi conquistadores al seguito di Francisco Pizarro. Alvar si propone spesso come guida attraverso le regioni dell'America Latina, accompagnato dall'amico indigeno Tihuo.

## Edizioni italiane
L'Eura Editoriale pubblicò la serie negli anni ottanta sul settimanale Skorpio, ripubblicando nel 1988 a colori i primi episodi della serie nel volume 3° della collana Euracomix con il titolo Alvar Mayor vicino a Eldorado.
Dal 2005 le sue storie vengono raccolte in volumi pubblicati dalla Andamar.
L'Editoriale Aurea ha pubblicato nel 2012 i primi episodi della saga nel primo volume della collana Mastercomix in formato brossurato.
Nel 2022 viene riportato in edicola da Editoriale Cosmo in tre brossurati formato bonellide. 